# Каролина Рейсс-Грейцская
Принцесса Каролина Елизавета Ида Рейсс-Грейцская (нем. Caroline Elisabeth Ida Reuß zu Greiz; 13 июля 1884, Грайц — 17 января 1905, Веймар) — принцесса Рейсская, в браке великая герцогиня Саксен-Веймар-Эйзенахская, первая супруга великого герцога Вильгельма Эрнеста.

## Биография
Каролина родилась в семье правящего князя Генриха XXII Рейсского и его супруги принцессы Иды Шаумбург-Липпской. Всего в семье было шестеро детей. Младшей сестрой Каролины была принцесса Гермина, в первом браке принцесса Шёнайх-Каролат, во втором — титулярная императрица Германии и королева Пруссии как супруга Вильгельма II.
Мать умерла в 1891 году, когда принцессе было 7 лет. Отца не стало в 1902 году.

### Брак

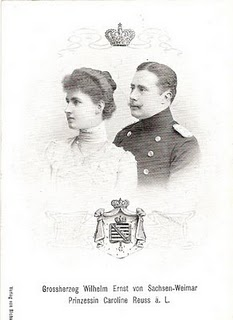
Каролина вместе с мужем.

10 декабря 1902 года было объявлено о помолвке правящего великого герцога Саксен-Веймар-Эйзенахского Вильгельма Эрнеста и принцессы Каролины Рейсской. Поженились 30 апреля 1903 года в доме дяди принцессы. Брак был заключен из династических соображений. Принцесса не хотела выходить замуж за Вильгельма, но под нажимом германского императора и императрицы, которые присутствовали на свадьбе, она согласилась на брак. В день свадьбы на невесте было атласное белое платье, отделанное кружевами. На свадьбе присутствовали королева Вильгельмина Нидерландская с супругом принцем-консортом Генрихом Мекленбургским.

### Жизнь в Веймаре
Брак оказался несчастливым. Принцесса нашла Веймарским дом невыносимым. Почти сразу после свадьбы молодая герцогиня сбежала в Швейцарию, но вскоре вынуждена была вернуться обратно. Здоровье её пошатнулось и она впала в меланхолию, из которой уже не вышла. Умерла через полтора года после свадьбы 17 января 1905 года при загадочных обстоятельствах. Официальной причиной смерти была пневмония, хотя многие утверждают, что принцесса совершила самоубийство. У пары не было детей. После её смерти Вильгельм Эрнест женился на принцессе Феодоре Саксен-Мейнингенской, родившей ему четырёх детей.

## Титулы
- 13 июля 1884 — 30 апреля 1903: Её Светлость Принцесса Рейсская старшей линии
- 30 апреля 1903 — 17 января 1905: Её Королевское Высочество Великая герцогиня Саксен-Веймар-Эйзенахская